# Заользє (Люблінське воєводство)
Заользє (пол. Zaolzie) — частина села Сумин у Польщі, в Люблінському воєводстві Томашівського повіту, ґміни Тарнаватка.

## Історія
Первісним населенням Заользє були русини-лемки, які компактно проживали на своїх історичних землях. 